# 479 v. Chr.
Portal Geschichte | Portal Biografien | Aktuelle Ereignisse | Jahreskalender | Tagesartikel

◄ |
6. Jahrhundert v. Chr. |
5. Jahrhundert v. Chr. |
4. Jahrhundert v. Chr. |
►

◄ | 490er v. Chr. | 480er v. Chr. | 470er v. Chr. | 460er v. Chr. |
450er v. Chr. |
►

◄◄ | ◄ | 482 v. Chr. | 481 v. Chr. | 480 v. Chr. | 479 v. Chr. |
478 v. Chr. |
477 v. Chr. |
476 v. Chr. |
► |
►►

Karte der Perserkriege 500–479 v. Chr.

Im Jahr 479 v. Chr. wird die persische Bedrohung für Griechenland in der Schlacht von Plataiai endgültig abgewehrt. Nach dem Sieg über die Perser beginnt die Pentekontaetie, die „Periode von 50 Jahren“, in der Sparta und Athen um die Hegemonie in Griechenland kämpfen.
Im China der Östlichen Zhou-Dynastie stirbt der einflussreiche Philosoph und Politiker Konfuzius.

## Ereignisse

### Politik und Weltgeschehen

#### Perserkriege
Der Großteil des persischen Landheeres verblieb nach der vernichtenden Niederlage in der Schlacht von Salamis auf Xerxes’ Anordnung den Winter über in Thessalien und soll in der nun folgenden Feldzugsaison unter dem Oberbefehl des Mardonios die Unterwerfung ganz Griechenlands unter die Herrschaft des Großkönigs doch noch bewirken.
Um einen Keil zwischen die verbündeten Griechen zu treiben, sendet der persische Feldherr Mardonios den von Persien abhängigen makedonischen König Alexander I. als Unterhändler nach Athen und lässt ein Friedensangebot unterbreiten, das aber abgelehnt wird. Daraufhin lässt er die Stadt ein weiteres Mal verwüsten.

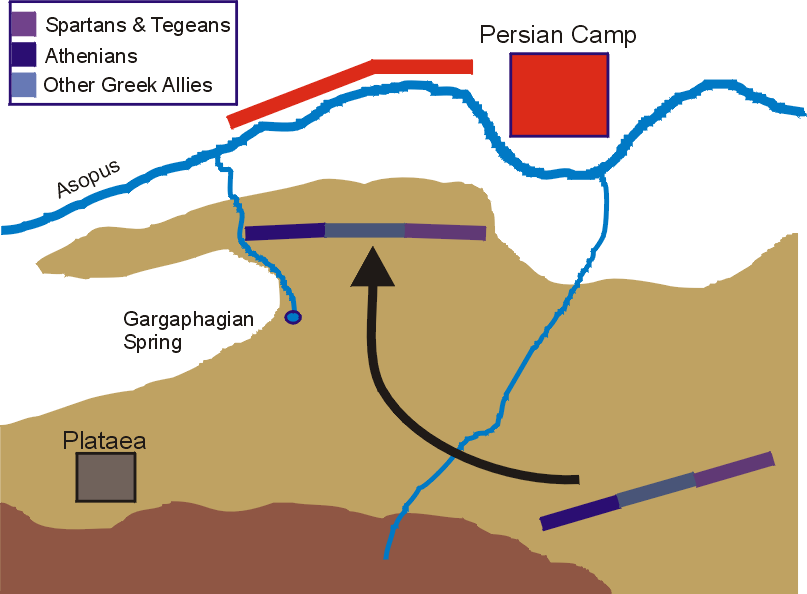
Ablauf der Schlacht von Plataiai (1)

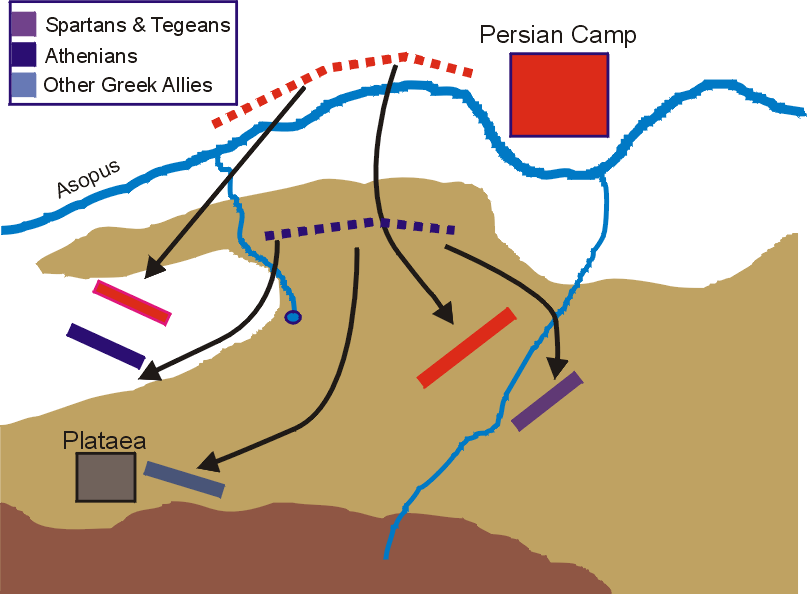
Ablauf der Schlacht von Plataiai (2)

Nach Aushebung neuer Soldaten und Bündelung aller Kräfte, einschließlich der Ruderer, stellen sich die Griechen schließlich im Sommer zur Landschlacht gegen die Perser. Die griechische Armee marschiert vom Isthmus von Korinth, wo sie sich gesammelt hat, nicht direkt auf den bei Athen stehenden Mardonios, sondern nach Norden in den feindesleeren Raum im Rücken der Perser. Auf diese Bedrohung seiner Nachschublinien reagiert Mardonios mit einem Rückzug auf das verbündete Theben. Die in Sichtweite stehenden Heere stellen sich zunächst tagelang zur Schlacht auf, ohne dass eine Seite den ersten Schritt macht.
In der Schlacht von Plataiai siegen die Griechen unter Führung des spartanischen Feldherren Pausanias entscheidend über die Perser, deren Feldherr Mardonios ebenso wie viele Mitglieder der persischen Elite in der Schlacht fällt. Die Schlacht bedeutet das Ende der persischen Versuche, Griechenland zu erobern. Während der Belagerung von Potidaea durch die Perser trifft ein Tsunami die Bucht. Während des Niedrigwassers versuchen die Perser die Stadt anzugreifen. Viele ertrinken als das Wasser zurückkehrte, viele der Überlebenden werden von den Stadtbewohnern erschlagen.
Der spartanische König Leotychidas II. und der athenische Feldherr Xanthippos siegen über die Perser in der Schlacht von Mykale. Die Griechen zerstören die Reste der persischen Flotte, welche die Seeschlacht bei Salamis im Vorjahr überstanden haben. Der Kampf findet an Land statt, da die persischen Schiffe unter dem Schutz des Heeres an Land gezogen worden sind.
Mit dem Ende der Perserkriege beginnt die Pentekontaetie, die „Periode von 50 Jahren“. In diese Zeit fällt die endgültige Abwehr der Perser und die Befreiung der ionischen Städte in Kleinasien, das Bestreben der beiden Hauptmächte, Sparta und Athen, die Hegemonie über das gesamte östliche Griechenland zu gewinnen, die Bildung eines attischen Reiches unter der Führung Athens und endlich die Entfaltung und der Aufschwung der griechischen Kultur besonders auf dem Gebiet der Kunst, Literatur, Philosophie und der Demokratie. Der Begriff geht auf den antiken Historiker Thukydides zurück.

#### Römische Republik
Kaeso Fabius Vibulanus aus dem Patriziergeschlecht der Fabier wird zum dritten Mal Konsul der Römischen Republik. Sein Amtskollege ist Titus Verginius Tricostus Rutilus.
Ohne Erfolg kämpft Kaeso Fabius gegen die Aequer, während Titus Verginius bei einem Feldzug von den Veientern sogar eingekreist wurde, sich aber mit Unterstützung des rechtzeitig angerückten Kaeso Fabius retten kann. Nun plündern aber die Veienter römische Territorien.

#### Chinesisches Kaiserreich
Zwischen 481 und 475 v. Chr. erfolgt im Kaiserreich China der Zhou-Dynastie gemäß der Geschichtsschreibung ein langsamer Übergang von der Zeit der Frühlings- und Herbstannalen zur Zeit der Streitenden Reiche.
Der chinesische Staat Chu erobert den Staat Chen.

### Kultur und Religion
Die Griechen errichten in Delphi zum Dank für ihre Siege über die Perser die Schlangensäule.

## Gestorben

Grab des Konfuzius

- Konfuzius, chinesischer Philosoph und Minister des Staates Lu
- Mardonios, persischer Feldherr